# Leporacanthicus galaxias
Leporacanthicus galaxias är en fiskart som beskrevs av Isaac J.H. Isbrücker och Nijssen, 1989. Leporacanthicus galaxias ingår i släktet Leporacanthicus och familjen Loricariidae. Inga underarter finns listade i Catalogue of Life.